# Noble New World Adventures
Noble New World Adventures (転生貴族の異世界冒険録, Tensei kizoku no isekai bōken roku) est une série de light novel japonais écrit par Yuumikan et illustré par Mo. La série débute le 28 octobre 2016 ; le manga sort le 25 mars 2018. Une adaptation en anime est lancée le 19 juin 2023.
Une série de manga dérivée, intitulée Noble New World Adventures ~La Guilde des aventuriers~ (転生貴族の異世界冒険録　～カインのやりすぎギルド日記～, Tensei kizoku no isekai bōken roku ~ Kain no yarisugi girudo nikki ~), dessinée d'abord par Akane Sasaki, puis Setora Kamoto, commence sa sérialisation sur ComicPolca le 7 juin 2020

## Synopsis
Un lycéen nommé Kazuya Shiina se fait assassiner par un fou en sauvant deux jeunes filles; en résultat, il se réincarne dans un autre monde, en tant que Caïn von Silford, le troisième fils de la noble maison Von Silford, grâce à l'intervention des sept dieux créateurs. 

## Personnages
Caïn von Silford (カイン・フォン・シルフォード, Kain fon Shirufōdo)
Voix japonaise : Yoshino Nanjō (ja)
Un adolescent japonais nommé Kazuya Shiina, tué par un voyou, s'est réincarné dans un autre monde en tant que fils d'un seigneur du royaume d'Esfort. Selon les dieux, le mauvais jugement de Kazuya l'a fait tuer pour rien ; son meurtrier aurait été arrêté avant de blesser quelqu'un, mais Kazuya a protégé autrui en toute bonté, ce qui lui a valu les bénédictions des dieux. Bénéficiant du pouvoir des sept dieux, Caïn devient rapidement bien plus fort que n'importe quel autre humain, utilisant son pouvoir pour protéger les innocents et punir les malfaiteurs. Il attire bientôt l'attention du roi, qui lui propose des fiançailles avec sa fille, Telestia, et son amie proche, Silk. Cela va à l'encontre des souhaits de Caïn, qui déteste les bonnes manières, mais il s'attache rapidement à elles. Ses actions font parfois plus de mal que de bien, ce qui lui vaut d'être constamment sermonné. Au fil de la série, Caïn gagne en force, il reçoit des titres et réalise des exploits, et d'autres filles se lient à lui (cinq à ce jour), tandis qu'il se prépare à combattre un dieu maléfique sur le point de se réveiller après avoir été scellé des siècles auparavant.
Telestia Terra Esfort (テレスティア・テラ・エスフォート, Teresutia Tera Esfuuto)
Voix japonaise : Manaka Iwami (ja)
La troisième princesse du Royaume.
Silk von Santana (シルク・フォン・サンタナ, Shiruku fon Santana)
Fille du duc Santana.
Tifana von Ribelt (ティファーナ, Tifāna)
Tifana est une chevaleresse elfe, fille d'un duc des régions du nord du royaume. Elle rencontre Caïn et s'intéresse à lui après sa victoire lors d'une simulation de bataille, devenant plus tard sa troisième fiancée. C'est une entêtée et une harceleuse qui harcèle constamment Caïn.
Lisabeth von Benestos ()
Lisabeth est la princesse impériale de l'empire démoniaque de Benestos et devient plus tard la cinquième fiancée de Caïn après être tombée amoureuse de lui pour l'avoir sauvée.
Hinata Lyra Marineford ()
Hinata est la sainte de la religion de Marineford et devient plus tard la quatrième fiancée de Caïn.
Reine von Silford (レイネ・フォン・シルフォード, Reine fon Shirufōdo)
La sœur de Caïn. Reine a remarqué que son frère s'intéressait au monde extérieur dès son plus jeune âge, alors elle s'est mise à lui apprendre à connaître le royaume.